# Mamutica
Mamutica (slovensko »mamutka«) je največja stavba (po prostornini) v Zagrebu in na Hrvaškem ter eden največjih stanovanjskih blokov v Evropi.
To stanovanjsko naselje je leta 1974 zgradila Industrogradnja, zasnovala pa sta ga prof. Đure Mirković in Nevenka Postružnik. Nahaja se v vzhodnem Novem Zagrebu, v soseski Travno. Gre za hrvaško različico panelák ali plattenbau. Stavba je dolga približno 240 m, visoka 60 m in ima 19 naseljenih nadstropij. V stavbi je 1169 stanovanj, v katerih živi približno 5000 ljudi. Ima šest vhodov (velika Mamutica) in 3 vhode (majhna Mamutica).
Kot del Mamutice je na ravni platoja 256 garaž in 24 prodajnih mest.
Mamutica je tudi ime kriminalne televizijske nadaljevanke, ki jo Hrvaška radiotelevizija predvaja od leta 2008, s poudarkom na policijskih primerih, ki se rešujejo v stavbi in okoli nje.
Le dve zgradbi v Zagrebu lahko preneseta najmočnejši potres, Mamutica in Super Andrija.
Ker je znotraj stavbe eden najmasivnejših agregatov, je bilo v primeru vojne Mamutico predvideno spremeniti v bolnišnico.

## Izvor imena
Mamutica ni le največja stavba na Hrvaškem, ampak je še vedno ena najpomembnejših stanovanjskih stavb v Evropi. Zato je zanimivo, da bi jo morali imenovati Tratinčica (cvet marjetice). Po urbanističnem načrtu Miroslava Kollenza bi morali vsako stavbo v zagrebški četrti Travno poimenovati po travniški roži, vendar ideja ni prišla do realizacije. 